# Hargittai Magdolna
Hargittai Magdolna (Pécs, 1945. december 19.–) Széchenyi-díjas magyar kémikus, kutatóprofesszor, egyetemi tanár, a Magyar Tudományos Akadémia rendes tagja, a University of North Carolina díszdoktora. Férje Hargittai István Széchenyi-díjas magyar kémikus, tudománytörténész, akivel együtt 2011-ben átvehette az Az év ismeretterjesztő tudósa kitüntető címet és vele névadói lettek a (192155) Hargittai nevű kisbolygónak.

## Munkássága
Hargittai Magdolna a Budapesti Műszaki és Gazdaságtudományi Egyetem kutatóprofesszora. Szakterülete a molekulaszerkezet-kutatás, kimutatta a Renner–Teller-hatást gázfázisú fémhalogenid molekulákban és bebizonyította újabb rendszerekben a Jahn−Teller-hatás jelentkezését, valamint a molekulageometria alakulásában a relativisztikus hatásokat. Munkásságát nemzetközi szinten is elismerik, 2011-ben elnyerte a IUPAC 2011 Distinguished Woman in Chemistry or Chemical Engineering kitüntetést, amelyet addig az egész világon csak 23 kémikus kapott meg.

## Főbb publikációi
- Hargittai Magdolna-Hargittai István: A kémia újabb eredményei: Koordinációs vegyületek gőzfázisú molekulageometriája, Akadémiai Kiadó, Budapest, 1974., ISBN 963-0504-65-0,
- Koordinációs vegyületek gőzfázisú molekulageometriája (társszerző, 1974, oroszul 1976, angolul 1977)
- Cooking the Hungarian Way (1986, 2002)
- Symmetry through the Eyes of a Chemist (társszerző, 1986, 1995, 2009, 2010, oroszul 1989)
- Stereochemical Applications of Gas-Phase Electron Diffraction A, B (társszerk., 1988)
- Advances in Molecular Structure Research, 6 kötet (társszerk., 1995–2000)
- Symmetry: A Unifying Concept (társszerző, 1994, 1996, németül 1998)
- Fedezzük föl a szimmetriát!  (társszerző, 1989, svédül 1998)
- In Our Own Image: Personal Symmetry in Discovery (társszerző, 2000, magyarul 2003)
- Candid Science I–III (szerk., 2000–2003)
- Candid Science IV:  Conversations with Famous Physicists (társszerző, 2004)
- Candid Science VI: More Conversations with Famous Scientists (társszerző, 2006)
- Képes szimmetria (társszerző, 2005, angolul 2009)
- Huzella Tivadar: A humanista tudós (társszerző, 2012)
- Különleges elmék: Találkozás 111 híres tudóssal (társszerző, 2014, angolul, 2014)
- Molekulaszerkezetek a szervetlen kémiában. Székfoglaló előadások a Magyar Tudományos Akadémián. Magyar Tudományos Akadémia, (Budapest, 2014)
- Változatos szerkezetek. Székfoglaló előadások a Magyar Tudományos Akadémián. Magyar Tudományos Akadémia, [Budapest, 2014)
- Budapesti séták a tudomány körül (társszerző, 2015, angolul, 2015)
- Women Scientists: Reflections, Challenges, and Breaking Boundaries (2015)

## Díjak
- 2011. Distinguished Women in Chemistry and Chemical Engineering IPUAC Award (IPUAC)[3]
- 2011. Az év ismeretterjesztő tudósa 2010., TUK.[4]

Az (192155) Hargittai = 2006 HZ17 jelű kisbolygót Hargittai Istvánról és feleségéről Hargittai Magdolnáról nevezték el.
- 1996. Széchenyi-díj
- 1977. Az Akadémiai Kiadó Nívódíja
- 1974. Akadémiai Ifjúsági Díj